# Quinton Jackson
 (janvier 2025).
Motif : Peu de sources
Pour les articles homonymes, voir Jackson.
Quinton Ramone Jackson, aussi connu sous le surnom de « Rampage Jackson », né le 20 juin 1978 à Memphis dans le Tennessee, est un pratiquant d'arts martiaux mixtes (MMA) et acteur américain. Il est actuellement sous contrat avec Bellator[Quand ?].

## Parcours en arts martiaux mixtes
Après un long séjour au Pride, il signe à l'Ultimate Fighting Championship où dès son 2e combat, il bat le champion Chuck Liddell par KO. Il est reconnu pour sa grande force physique, son talent en combat debout, son excellente lutte, mais surtout, il est le roi incontesté du slam qui consiste à soulever et à projeter violemment son adversaire au sol. Il a notamment remporté son combat contre Ricardo Arona grâce à un KO obtenu après un slam spectaculaire. Sa principale faiblesse est sa résistance cardiovasculaire, bien que dans son combat contre Dan Henderson, il a démontré un bien meilleur cardio que son adversaire.
En septembre 2009, il annonce sa retraite, mais revient sur sa décision pour affronter Rashad Evans, en mai 2010 à l'UFC 114,,. Dana White annonce que Jackson a renouvelé son
contrat avec l'UFC pour six combats.
Sa victoire lors de l'UFC 123 contre Machida est très controversée.

### Rivalité avec Wanderlei Silva
Il est aussi connu pour sa rivalité avec Wanderlei Silva, qu'il a affronté à quatre reprises, au cours d'échanges considérés comme parmi les plus violents de l'histoire du MMA.
S'étant régulièrement insultés lors d'interviews et de conférences de presse, les deux hommes finissent par se rencontrer en novembre 2003 sur le ring du Pride FC, à l'occasion du titre de champion Middleweight. Au sommet de sa carrière, Silva fait subir à l'Américain, dès le premier round, une avalanche de coups de genoux et de high-kicks. Jackson se relève à chaque fois, mais ne rend plus les coups : l'arbitre finit par arrêter le combat, constatant que Jackson est « KO debout ».
Wanderlei Silva devant défendre son titre, les deux hommes se rencontrent à nouveau sur le ring du Pride, en octobre 2004. Malgré une bonne entame, Jackson est à nouveau mis KO. Comble de l'humiliation, c'est de la même manière qu'il est battu (coups de genoux); de même, le combat s'arrête alors que Jackson se trouve à moitié en dehors du ring.
Quinton Jackson finira par obtenir sa revanche quatre années plus tard, le 27 décembre 2008, mais l'organisation japonaise ayant disparu, c'est à l'UFC que l'affrontement a lieu. Leur rivalité est encore présente: les deux hommes se bousculent lors de la pesée officielle, et fait rare, l'arbitre ne peut les contraindre à se saluer. À la troisième minute du premier round, Jackson met le Brésilien KO par un crochet du gauche ; surexcité, il continue de frapper Silva à terre alors que l'arbitre arrête le combat.
Enfin, un dernier affrontement a lieu le 29 septembre 2018 à New York. C'est cette fois le Bellator qui organise le combat, qui se termine par une nouvelle victoire de Jackson, sur KO technique au deuxième round.

### Bellator MMA
Au début de juin 2013, Quinton Jackson signe un contrat avec la chaîne de télévision américaine Spike TV, l'organisation de MMA du Bellator et la promotion de catch Total Nonstop Action Wrestling.
En janvier 2014, Quinton Jackson est désigné pour prendre part au tournoi à quatre hommes des poids mi-lourds de la saison 10 du Bellator MMA.
Le Français Christian M'Pumbu, ancien champion de la catégorie, est alors son premier adversaire pour la demi-finale de la compétition se déroulant lors du Bellator 110, le 28 février 2014.
Jackson met la pression sur son adversaire lors du premier round de ce combat principal tandis que M'Pumbu essaie de travailler avec des coups de pied aux jambes. Il glisse sur l'un de ses coups de pied et Jackson profite de cet instant pour le suivre et lui assener quelques coups de poing et ainsi remporter le match par KO.
Cette victoire lui permet donc d'avancer jusqu'à la finale du tournoi face à Muhammed Lawal.
La confrontation est alors prévue en second combat principal du Bellator 120
et devient même tête d'affiche de l'événement à la suite d'une blessure du champion poids léger, Eddie Alvarez.
Jackson s'impose par décision unanime au cours de cette première soirée diffusée en paiement à la séance par l'organisation, se déroulant à Southaven, à quelques kilomètres de sa ville natale. Malgré plusieurs amenées au sol réussies par son adversaire, il se montre plus agressif aux yeux des juges pour remporter deux rounds du match.

## Carrière de lutteur professionnel

### Total Nonstop Action Wrestling (2013)
Jackson a fait ses débuts TNA le 6 juin 2013 à Impact Wrestling, entre dans une confrontation verbale avec Kurt Angle.Le 13 juin à Impact Wrestling, il est venu à l'aide de Angle avec la chaîne dans la main pour conjurer Aces & Eights.Le 11 juillet à Impact Wrestling à Las Vegas, Jackson a rejoint les Main Event Mafia.

## Cinéma
En 2009, il est choisi pour interpréter le rôle de Barracuda dans l'adaptation cinématographique de l'Agence tous risques réalisée par Joe Carnahan. Il reprend le rôle immortalisé dans la série par Mister T., et rejoint le casting qui comprend déjà Liam Neeson dans le rôle d'Hannibal, Bradley Cooper dans celui de Futé et Sharlto Copley dans celui de Looping.

## Filmographie

### Télévision
- 2006 : Un gars du Queens (The King of Queens) (Série TV) : Un conducteur

### Cinéma
- 2005 : Confessions of a Pit Fighter
- 2008 : Bad Guys : Leroy Johnson
- 2008 : Midnight Meat Train : Un ange gardien
- 2009 : Never Surrender (en)
- 2009 : Hell's Chain : Jackson
- 2009 : Death Warrior : Wolf
- 2009 : Miss March : Un ami de Horsedick.MPEG apparaissant au manoir Playboy
- 2010 : L'agence tous risques (The A-Team) : Caporal Bosco « Barracuda » Baracus
- 2011 : Duel of Legends : Jackson
- 2019 : Acceleration : Eli
- 2021 : Boss Level de Joe Carnahan : l'un des « jumeaux allemands »
- 2023 : Sous le feu ennemi : Révérend Conte

## Palmarès en arts martiaux mixtes
| 52 combats           | 38 victoires | 14 défaites |
| Par KO               | 20           | 4           |
| Par soumission       | 4            | 2           |
| Sur décision         | 14           | 7           |
| Par disqualification | 0            | 1           |

### Historique des combats
| Résultat | Record | Adversaire         | Méthode                                  | Événement                             | Date              | Round | Temps | Lieu                                     | Notes                                                            |
| -------- | ------ | ------------------ | ---------------------------------------- | ------------------------------------- | ----------------- | ----- | ----- | ---------------------------------------- | ---------------------------------------------------------------- |
| Défaite  | 38-14  | Fedor Emelianenko  | TKO (coups de poing)                     | Bellator 237                          | 29 décembre 2019  | 1     | 2:44  | Saitama, Japon                           |                                                                  |
| Victoire | 38-13  | Wanderlei Silva    | TKO (coups de poing)                     | Bellator 206                          | 29 septembre 2018 | 2     | 4:32  | San José, Californie, États-Unis         |                                                                  |
| Défaite  | 37-13  | Chael Sonnen       | Décision unanime                         | Bellator 192                          | 20 janvier 2018   | 3     | 5:00  | Inglewood, Californie, États-Unis        | Quart-de-finale du tournoi des poids lourds.                     |
| Défaite  | 37-12  | Muhammed Lawal     | Décision unanime                         | Bellator 175                          | 31 mars 2017      | 3     | 5:00  | Rosemont, Illinois, États-Unis           |                                                                  |
| Victoire | 37-11  | Satoshi Ishii      | Décision partagéé                        | Bellator: Dynamite 2                  | 24 juin 2016      | 3     | 5:00  | Saint-Louis, Missouri, États-Unis        |                                                                  |
| Victoire | 36-11  | Fábio Maldonado    | Décision unanime                         | UFC 186: Johnson vs. Horiguchi        | 25 avril 2015     | 3     | 5:00  | Montréal, Québec, Canada                 |                                                                  |
| Victoire | 35-11  | Muhammed Lawal     | Décision unanime                         | Bellator 120: Rampage vs. King Mo     | 17 mai 2014       | 3     | 5:00  | Southaven, Mississippi, États-Unis       | Finale du tournoi des poids mi-lourds.                           |
| Victoire | 34-11  | Christian M'Pumbu  | KO (coups de poing)                      | Bellator 110                          | 28 février 2014   | 1     | 4:34  | Uncasville, Connecticut, États-Unis      | Demi-finale du tournoi des poids mi-lourds.                      |
| Victoire | 33-11  | Joey Beltran       | TKO (coups de poing)                     | Bellator 108                          | 15 novembre 2013  | 1     | 4:59  | Atlantic City, New Jersey, États-Unis    |                                                                  |
| Défaite  | 32-11  | Glover Teixeira    | Décision unanime                         | UFC on Fox: Johnson vs. Dodson        | 26 janvier 2013   | 3     | 5     | Chicago, Illinois, États-Unis            |                                                                  |
| Défaite  | 32-10  | Ryan Bader         | Décision unanime                         | UFC 144: Edgar vs. Henderson          | 26 février 2012   | 3     | 5:00  | Saitama, Japon                           |                                                                  |
| Défaite  | 32-9   | Jon Jones          | Soumission (étranglement arrière)        | UFC 135: Jones vs. Rampage            | 24 septembre 2011 | 4     | 1:14  | Denver, Colorado, États-Unis             | Pour le titre des poids mi-lourds de l'UFC.                      |
| Victoire | 32-8   | Matt Hamill        | Décision unanime                         | UFC 130: Rampage vs. Hamill           | 28 mai 2011       | 3     | 5:00  | Las Vegas, Nevada, États-Unis            |                                                                  |
| Victoire | 31-8   | Lyoto Machida      | Décision partagée                        | UFC 123: Rampage vs. Machida          | 20 novembre 2010  | 3     | 5:00  | Auburn Hills, Michigan, États-Unis       |                                                                  |
| Défaite  | 30-8   | Rashad Evans       | Décision unanime                         | UFC 114: Rampage vs. Evans            | 29 mai 2010       | 3     | 5:00  | Las Vegas, Nevada, États-Unis            |                                                                  |
| Victoire | 30-7   | Keith Jardine      | Décision unanime                         | UFC 96: Jackson vs. Jardine           | 7 mars 2009       | 3     | 5:00  | Columbus, Ohio, États-Unis               | Combat de la soirée                                              |
| Victoire | 29-7   | Wanderlei Silva    | KO (coup de poing)                       | UFC 92: The Ultimate 2008             | 27 décembre 2008  | 1     | 3:21  | Las Vegas, Nevada, États-Unis            | KO de la soirée                                                  |
| Défaite  | 28-7   | Forrest Griffin    | Décision unanime                         | UFC 86 : Jackson vs. Griffin          | 5 juillet 2008    | 5     | 5:00  | Las Vegas, Nevada, États-Unis            | Perd le titre des poids mi-lourds de l'UFC Combat de la soirée   |
| Victoire | 28-6   | Dan Henderson      | Décision unanime                         | UFC 75: Champion vs. Champion         | 8 septembre 2007  | 5     | 5:00  | Londres, Angleterre                      | Défend le titre des poids mi-lourds de l'UFC.                    |
| Victoire | 27-6   | Chuck Liddell      | TKO (coups de poing)                     | UFC 71: Liddell vs. Jackson           | 26 mai 2007       | 1     | 1:53  | Las Vegas, Nevada, États-Unis            | Remporte le titre des poids mi-lourds de l'UFC. KO de la soirée. |
| Victoire | 26-6   | Marvin Eastman     | KO (coups de poing)                      | UFC 67: All or Nothing                | 3 février 2007    | 2     | 3:49  | Las Vegas, Nevada, États-Unis            |                                                                  |
| Victoire | 25-6   | Matt Lindland      | Décision partagée                        | WFA: King of the Streets              | 22 juillet 2006   | 3     | 5:00  | Los Angeles, Californie, États-Unis      |                                                                  |
| Victoire | 24-6   | Dong Sik Yoon      | Décision unanime                         | Pride 31: Dreamers                    | 26 février 2006   | 3     | 5:00  | Saitama, Japon                           |                                                                  |
| Victoire | 23-6   | Hirotaka Yokoi     | TKO (coups de poing et stomps)           | Pride 30: Fully Loaded                | 23 octobre 2005   | 1     | 4:05  | Saitama, Japon                           |                                                                  |
| Défaite  | 22-6   | Maurício Rua       | TKO (soccer kicks)                       | Pride Total Elimination 2005          | 23 avril 2005     | 1     | 4:47  | Osaka, Japon                             |                                                                  |
| Victoire | 22-5   | Murilo Rua         | Décision partagée                        | Pride 29: Fists Of Fire               | 20 février 2005   | 3     | 5:00  | Saitama, Japon                           |                                                                  |
| Défaite  | 21-5   | Wanderlei Silva    | KO (coups de genou)                      | Pride 28: High Octane                 | 31 octobre 2004   | 2     | 3:26  | Saitama, Japon                           | Pour le titre des poids moyens du Pride FC.                      |
| Victoire | 21-4   | Ricardo Arona      | KO (slam)                                | Pride Critical Countdown 2004         | 20 juin 2004      | 1     | 7:32  | Saitama, Japon                           |                                                                  |
| Victoire | 20-4   | Ikuhisa Minowa     | TKO (coups de poing)                     | Pride Shockwave 2003                  | 31 décembre 2003  | 2     | 1:05  | Saitama, Japon                           |                                                                  |
| Défaite  | 19-4   | Wanderlei Silva    | TKO (coups de genou)                     | Pride Final Conflict 2003             | 9 novembre 2003   | 1     | 6:28  | Tokyo, Japon                             | Finale du Middleweight Grand Prix.                               |
| Victoire | 19-3   | Chuck Liddell      | TKO (arrêt du coin)                      | Pride Final Conflict 2003             | 9 novembre 2003   | 2     | 3:10  | Tokyo, Japon                             | Demi-finale du Middleweight Grand Prix.                          |
| Victoire | 18-3   | Murilo Bustamante  | Décision partagée                        | Pride Total Elimination 2003          | 10 août 2003      | 3     | 5:00  | Saitama, Japon                           | Quart de Finale du Middleweight Grand Prix.                      |
| Victoire | 17-3   | Mikhail Illoukhine | Soumission (coup de genou au corps)      | Pride 26: Bad to the Bone             | 8 juin 2003       | 1     | 6:26  | Yokohama, Japon                          |                                                                  |
| Victoire | 16-3   | Kevin Randleman    | TKO (coups de poing)                     | Pride 25: Body Blow                   | 16 mars 2003      | 1     | 6:58  | Yokohama, Japon                          |                                                                  |
| Victoire | 15-3   | Igor Vovchanchyn   | Soumission (blessure)                    | Pride 22 : Beasts From The East 2     | 29 septembre 2002 | 1     | 7:17  | Nagoya, Japon                            |                                                                  |
| Victoire | 14-3   | Sean Gray          | TKO (coups de poing)                     | KOTC 13: Revolution                   | 17 mai 2002       | 3     | 0:37  | Reno, Nevada, États-Unis                 |                                                                  |
| Victoire | 13-3   | Masaaki Satake     | TKO (slam)                               | Pride 20: Armed and Ready             | 28 avril 2002     | 1     | 7:07  | Yokohama, Japon                          |                                                                  |
| Défaite  | 12-3   | Daijiro Matsui     | Disqualification (coup de pied à l'aine) | Pride 18: Cold Fury 2                 | 23 décembre 2001  | 1     | 0:14  | Fukuoka, Japon                           |                                                                  |
| Victoire | 12-2   | Yuki Ishikawa      | KO (coups de poing)                      | Pride 17: Championship Chaos          | 3 novembre 2001   | 1     | 1:52  | Tokyo, Japon                             |                                                                  |
| Victoire | 11-2   | Alexander Otsuka   | TKO (arrêt du médicin)                   | BattlArts: BattlArts vs. the World    | 14 octobre 2001   | 2     | 5:00  | Tokyo, Japon                             |                                                                  |
| Défaite  | 10-2   | Kazushi Sakuraba   | Soumission (étranglement arrière)        | Pride 15: Raging Rumble               | 29 juillet 2001   | 1     | 5:41  | Saitama, Japon                           |                                                                  |
| Victoire | 10-1   | Kenneth Williams   | Soumission (étranglement arrière)        | Gladiator Challenge 4                 | 17 juin 2001      | 1     | 4:40  | Colusa, Californie, États-Unis           |                                                                  |
| Victoire | 9-1    | Bryson Howvreck    | Soumission (coups de poing)              | KOTC 8: Bombs Away                    | 29 avril 2001     | 1     | 1:48  | Williams, Californie, États-Unis         |                                                                  |
| Victoire | 8-1    | Rocko Henderson    | Soumission (kimura)                      | Gladiator Challenge 3                 | 7 avril 2001      | 2     | 1:15  | Friant, Californie, États-Unis           |                                                                  |
| Victoire | 7-1    | Dave Taylor        | TKO (arrêt du coin)                      | Gladiator Challenge 2                 | 18 février 2001   | 1     | 5:00  | Colusa, Californie, États-Unis           |                                                                  |
| Victoire | 6-1    | Charlie West       | Décision unanime                         | Gladiator Challenge 1                 | 9 décembre 2000   | 2     | 5:00  | San Jacinto, Californie, États-Unis      |                                                                  |
| Victoire | 5-1    | Rob Smith          | Décision unanime                         | KOTC 6: Road Warriors                 | 29 novembre 2000  | 2     | 5:00  | Mount Pleasant, Michigan, États-Unis     |                                                                  |
| Victoire | 4-1    | Warren Owsley      | Soumission (clé de bras)                 | Dangerzone: Night of the Beast        | 28 octobre 2000   | 1     | 6:04  | Lynchburg, Virginie, États-Unis          |                                                                  |
| Victoire | 3-1    | Ron Rumpf          | TKO (coups de poing)                     | Continental Freefighting Alliance 2   | 16 juillet 2000   | 1     | 1:18  | Corinth, Mississippi, États-Unis         |                                                                  |
| Défaite  | 2-1    | Marvin Eastman     | Décision unanime                         | KOTC 4: Gladiators                    | 24 juin 2000      | 2     | 5:00  | San Jacinto, Californie, États-Unis      |                                                                  |
| Victoire | 2-0    | Marco Bermudaz     | Soumission (étranglement arrière)        | Huntington Beach Underground Pancrase | 13 mai 2000       | 2     | 7:17  | Huntington Beach, Californie, États-Unis |                                                                  |
| Victoire | 1-0    | Mike Pyle          | Décision unanime                         | ISCF: Memphis                         | 13 novembre 1999  | 3     | 5:00  | Memphis, Tennessee, États-Unis           |                                                                  |